# Holcostethus sphacelatus
Holcostethus sphacelatus är en insektsart som först beskrevs av Fabricius 1794.  Holcostethus sphacelatus ingår i släktet Holcostethus och familjen bärfisar. Inga underarter finns listade i Catalogue of Life.